# Llanfihangel Rhos-y-Corn
Pour les articles homonymes, voir Llanfihangel.
Llanfihangel Rhos-y-Corn est une communauté du Carmarthenshire, au pays de Galles.
Il s'agit d'une communauté rurale, peu densément peuplée, qui comprend le village de Brechfa (en). Au recensement de 2011, elle comptait 468 habitants.